# Nazif Telek
Nazif Telek (* 3. Februar 1957 in Bitlis, Türkei; † 29. September 2007 in Düsseldorf) war ein deutscher Schriftsteller sowie Journalist kurdischer Abstammung und türkischer Herkunft.

## Leben
Nach dem Besuch türkischer Schulen bis zur Hochschulreife 1976 wurde Telek Hochbautechniker. 1980 siedelte er in die Bundesrepublik Deutschland über, wo er bis Anfang der 1990er Jahre in Kindergärten und Kindertagesstätten arbeitete, und war seit 1991 deutscher Staatsbürger. Telek bezeichnete sich selbst als „ein Baum mit kurdischen Wurzeln, türkischem Stamm und deutschen Ästen“.

## Werk
Telek veröffentlichte vornehmlich zweisprachige Erzählungen für Kinder, die er auf Deutsch verfasste und ins Türkische übertrug, bzw. ins Kurdische übertragen ließ, aber auch umfangreiche deutschsprachige Lyrik und Prosa. Journalistische Sachveröffentlichungen wie Von Kurdistan nach Deutschland (mit einem Nachwort von Günter Wallraff, 2004), das die „authentische Geschichte“ einer Familie auf der Flucht vor „Saddams Diktatur“ nachzeichnet, sind das dritte große Genre seines schriftstellerischen Schaffens.
Außerdem wird ein einführendes Referat, das Telek am 27. September 2003 in Nordhausen zum Thema Das Volk ohne Anwalt – Geschichte, Kultur, Literatur und Religion in Kurdistan hielt, inzwischen bereits in zweiter Auflage vom Ausländerbeauftragten der Thüringer Landesregierung als Schrift zur politischen Bildung herausgegeben.
Telek, Mitglied im deutschen Schriftstellerverband und im PEN-Club, erhielt 1996 den WDR-Preis für die Rechte des Kindes. Die Nationalbibliothek des Deutschsprachigen Gedichtes zeichnete zudem sein Gedicht Deine Kirschlippen, welches er für seine Frau geschrieben hatte, als bestes Gedicht des Wettbewerbs 2001 aus.
Schon in den 1970er Jahren hatte Telek unter Pseudonym erste türkischsprachige Gedichte in einer regionalen Zeitung veröffentlicht.
Den „ausdrucksstarken und gefühlvollen Sprachstil“ des Autors hob die Süddeutsche Zeitung einmal in einer Rezension seines Prosawerks Die Stärke der Löwin (1994) hervor. Einen „Mittler zwischen den Welten“ nannte das Deutschlandradio den Autoren nach der Veröffentlichung des Erinnerungsbuches Ihr Lieben in Bidlis (1999), das auch als Hörbuch erschien, und bezeichnete die „Mischung aus Märchen, Politprosa, Satire und Träumen“, die dieses Werk Teleks ausmacht, als außergewöhnlich.
Eines von Teleks zahlreichen Kinderbüchern – Drei Cowboys in Kurdistan – erschien 2001 in einer Hörspielbearbeitung ebenfalls auf CD.
Nazif Telek verstarb am 29. September 2007 an den Folgen einer Krebserkrankung, für die er seit 2001 in Behandlung war, in Düsseldorf-Benrath.

## Auszeichnungen
- WDR-Preis für die Rechte des Kindes (1996)
- Bestes Gedicht im Großen Wettbewerb der Nationalbibliothek des Deutschsprachigen Gedichtes (2001)

## Veröffentlichungen
- Sehnsucht nach Freiheit: Gedichte, deutsch/kurdisch; übersetzt vom Kurdischen ins Deutsche von Zaradachet Hajo. Zambon, Frankfurt am Main 1996, ISBN 3-88975-054-0.